# Битва при Пиренеях
Битва при Пиренеях — крупномасштабное наступление, начатое 25 июля 1813 года маршалом Никола Жаном де Дьё Сультом по приказу императора Наполеона из региона Пиренеев в надежде освободить осаждённые французские гарнизоны в Памплоне и Сан-Себастьяне. После первоначального успеха наступление остановилось, столкнувшись с возросшим сопротивлением союзников под командованием Артура Уэлсли, маркиза Веллингтона. Сульт прекратил наступление 30 июля и отступил во Францию, не освободив ни один из двух городов.
Битва за Пиренеи включала несколько отдельных боевых действий. 25 июля Сульт и два французских корпуса сражались с усиленной 4-й британской и испанской дивизиями в битве при Ронсевале. Союзные войска успешно отражали все атаки в течение дня, но ночью отступили с перевала Ронсеваль перед лицом превосходящего противника. Также 25-го, третий французский корпус подверг суровому испытанию 2-ю британскую дивизию в битве при Майя. В тот вечер англичане отошли от перевала Майя. Веллингтон сгруппировал свои войска северней Памплоны и 28 июля отразил атаки двух корпусов Сульта в битве при Сорорене.
Вместо того, чтобы отступить на северо-восток к перевалу Ронсеваль, Сульт 29 июля установил связь со своим третьим корпусом и начал двигаться на север. 30 июля Веллингтон напал на арьергард Сульта в Сорорене, отбросив некоторую часть французских войск на северо-восток, в то время как основная их часть продолжали идти на север. Вместо того, чтобы использовать перевал Майя, Сульт решил направиться на север вверх по долине реки Бидасоа. Ему удалось уклониться от попыток союзников окружить свои войска в Янси 1 августа и бежать через близлежащий перевал после арьергардного боя в Эчаларе 2 августа. Французы понесли почти вдвое больше потерь, чем армия союзников.

## Предыстория
После разгромного поражения французов в битве при Витории маршал Сульт объединил остатки четырёх армий в одну численностью 80 тыс. человек. Сульт приказал дивизионному генералу Жан-Батисту Друэ, графу д’Эрлону, командующему корпусом в 21 тыс. человек, атаковать и обезопасить перевал Майя. Генералу Оноре Рею было приказано атаковать и захватить перевал Ронсеваль своим корпусом и корпусом генерала Бертрана Клозеля (всего 40 тыс. человек). План маршала Сульта состоял в том, чтобы сначала снять осаду Памплоны, а затем переместить армию на запад, чтобы снять осаду Сан-Себастьяна.

## Силы сторон
Левый корпус Клозеля состоял из пехотных дивизий дивизионных генералов Николя Франсуа Конру, Любена Мартена Вандермезена и Элуа Шарльманя Топена. 4-я дивизия Конру насчитывала 7056 человек в девяти батальонах; 5-я дивизия Вандермезена насчитывала 4181 военнослужащих в семи батальонах; 8-я дивизия Топена насчитывала 5981 пехотинцев в девяти батальонах. Центральный корпус д’Эрлона включал в себя пехотные дивизии дивизионных генералов Жана Бартелеми Дарманьяка, Луи Жана Николя Аббе и Жана-Пьера Марансена. 2-я дивизия Дарманьяка насчитывала 6961 солдат в восьми батальонах; 3-я дивизия Аббе состояла из 8030 солдат в девяти батальонах; в 6-й дивизии Марансена было 5966 человек в семи батальонах. В правом корпусе Рея были подразделения дивизионных генералов Максимильена Себастьена Фуа, Антуана Луи Попона и Тома Миньо. 1-я дивизия Фуа насчитывала 5922 солдата в девяти батальонах; 7-я дивизия Попона имела 4186 пехотинцев в семи батальонах; 9-я дивизия Миньо насчитывала 7127 военнослужащих в 10 батальонах.
Каждый корпус имел отдельный кавалерийский полк для разведки, в общей сложности 808 всадников. Французский резерв под командованием дивизионного генерала Эжен-Казимира Вийята держал оборону в нижнем течении реки Бидасоа около Бискайского залива. В резерве насчитывалось 9102 французских военнослужащих в 14 батальонах, 2066 немцев в четырёх батальонах, 1349 итальянцев в трёх батальонах, 1168 испанцев в трёх батальонах, 1550 французских национальных гвардейцев и 2019 королевских гвардейцев в трёх батальонах; последние являлись остатком охраны Жозефа Бонапарта. Кроме того, под началом дивизионного генерала Пьер-Бенуа Сульта была лёгкая кавалерия (3981 кавалерист в 10 полках), а дивизионный генерал Анн Франсуа Шарль Трельяр возглавлял 2358 драгун в шести полках. Две кавалерийские дивизии остались в тылу. В армии было около 7900 артиллеристов, сапёров, кучеров и солдат других родов войск. Бригадный генерал Луи Эмманюэль Рей возглавлял гарнизон в 3000 военнослужащих в Сан-Себастьяне, а бригадный генерал Луи Пьер Жан Афродиз Кассан удерживал Памплону с гарнизоном из 3500 человек. В Байонне было 5595 французских призывников. Всего у Сульта было 99906 солдат. Из этого числа он использовал для наступления 63572 человека.
Веллингтон оборонял западные Пиренеи, имея армию в 62 тыс. человек. Они расположились лицом на северо-восток; левый фланг находился в Бискайском заливе в устье реки Бидасоа. Слева направо были развёрнуты следующие пехотные дивизии: 1-я дивизия генерал-майора Кеннета Говарда на побережье, Лёгкая дивизия генерал-майора Карла фон Альтена в Лесаке; 7-я дивизия генерал-лейтенанта Джорджа Рамсея, 9-го графа Далхаузи, в Эчаларе; 2-я дивизия генерал-лейтенанта Уильяма Стюарта на перевале Майя и в Элизондо; португальцы генерал-майора Франсиско Сильвейры, графа Амаранте, возле перевала Испеги; 4-я дивизия генерал-лейтенанта Лоури Коула в Ронсевальском ущелье, вместе с испанцами генерал-майор Пабло Морильо. В резерве находились 6-я дивизия генерал-майора Дениса Пака в Сантестебане и 3-я дивизия генерал-лейтенанта Томаса Пиктона в Олаге, а также другие португальские и испанские подразделения. Кавалерию, которая не представляла особой ценности в горах, Веллингтон в основном разместил далеко позади, за исключением двух лёгких драгунских бригад.
Осада Сан-Себастьяна велась 5-й дивизией генерал-майора Джеймса Лейта и другими подразделениями под руководством генерал-лейтенанта Томаса Грэхэма. Памплона была осаждена испанской дивизией генерала Энрике Хосе О’Доннелла и другими подразделениями.

## Битва

### Майя и Ронсеваль
Неожиданное наступление началось 25 июля 1813 года. Перевалы Майя (к северу от Памплоны) и Ронсеваль (к северо-востоку от Памплоны) достаточно слабо оборонялись союзниками, чей фронт растянулся на 80 километров от Памплоны до моря. Прорвавшись через перевал Майя, д’Эрлон должен был двинуться на юго-запад через долину Бастан и захватить перевал Велат к северу от Памплоны. После штурма перевала Ронсеваль Клозель и Рей должны были идти на юго-запад в направлении Памплоны. У Сульта были проблемы с продовольствием, поэтому он начал наступление, имея запас провизии только на четыре дня.
Перевал Майя охраняла 2-я дивизия Стюарта. В то утро Стюарт решил, что французы не будут атаковать, поэтому оставил бригады генерал-майора Уильяма Прингла и подполковника Джона Кэмерона в долине и поехал в Элизондо, в десяти милях к югу. Были замечены французские солдаты, и для поддержки пикета было направлено несколько лёгких рот. Когда французы начали атаку, британским войскам пришлось подняться из долины на перевал со всем снаряжением. К тому времени, когда им это удалось, пикет был уничтожен, и 10 тыс. человек д’Эрлона заняли перевал. В битве при Майя силы Прингла атаковала дивизия Дарманьяка, в то время как Кэмерон столкнулся с остальной частью французского корпуса. 4 тыс. британцев мужественно пытались отбить перевал, но не смогли этого сделать. С другой стороны, узость прохода помогала англичанам удерживать намного превосходящие силы д’Эрлона. Когда Стюарт вернулся в 2 часа дня, он отвёл свои войска на вторую позицию. К 15:00 англичане оказались на грани катастрофы. В этот момент с запада прибыла бригада генерал-майора Эдварда Барнса из 7-й дивизии Далхаузи, нанеся д’Эрлону удар с фланга, и битва затихла. Британцы потеряли 1610 человек из 6000 и четыре пушки, в то время как французские потери составили 2100 человек из 20 900. В тот вечер генерал-лейтенант Роланд Хилл разрешил отступление в Элизондо. Д’Эрлон был встревожен прибытием Барнса, и на следующий день преследовал его весьма осторожно. В результате 26-го числа он продвинулся только на 10 км.
Коул удерживал Ронсевальское ущелье с 4-й дивизией, испанской дивизией Морильо и бригадой генерал-майора Джона Бинга из 2-й дивизии, в общей сложности 11 тыс. человек. С 6:00 до 9:00 утра бригада Бинга взяла на себя основной удар штурма Клозеля в битве при Ронсевале, ожидая подхода Коула с подкреплением. Коул отбивал атаки французов до 5 часов вечера, когда накатил густой туман. Союзники потеряли 350 человек, в то время как потери французов были около 530 человек. Обеспокоенный небольшими стычками на правом фланге и опасаясь, что его сметёт армия французов в 36 тыс. человек, Коул покинул этот район и отступил к Памплоне, хотя ему было приказано удерживать перевал до последнего. Ещё худшей его ошибкой с точки зрения Веллингтона было то, что Коул не сообщил своевременно о своих действиях. Когда появился Пиктон со своей 3-й дивизией в 6000 человек, Коул убедил его также отступить.
Из-за тумана французы не замечали бегства англичан до следующего утра. До позднего вечера Клозель преследовал арьергард Коула, но так и не вступил с ним в контакт. Тем временем корпус Рея попытался использовать другой путь через горы, но заблудился и ходил кругами. 27 июля войска, лично возглавляемые маршалом Сультом, продолжили наступление с Ронсевальского перевала и остановились в 16 километрах от Памплоны. Однако британские и португальские силы Пиктона заняли отличную оборонительную позицию недалеко от деревни Сорорен к северу от Памплоны.
Полагая, что корпус д’Эрлона является основной силой французов и не получая никакой информации от Коула, Веллингтон провел 26 июля, укрепляя свою оборону в направлении перевала Майя. Оставив Хилла ответственным за Элизондо, 27 он июля поехал в Памплону, чтобы выяснить, что происходит. Он приказал 6-й дивизии Пака присоединиться к Коулу и Пиктону.

### Сорорен и отступление Сульта
27 июля Веллингтон возглавил 17 тыс. британцев и португальцев в Сорорене. К глубокому разочарованию Клозеля Сульт решил дождаться прихода запоздавшего корпуса Рэя и даже немного вздремнул. На следующий день началась битва при Сорорене, в которой 36 тыс. солдат Сульта безуспешно пытались одолеть 24 тыс. союзных войск недалеко от Памплоны. Союзники потеряли 2652 человек, в то время как потери французов были, вероятно, ещё более тяжелыми. Веллингтон отвёл корпус Хилла, блокирующий д’Эрлона, в сторону Сорорена. Но д’Эрлон так и не смог добраться до Сорорена, чтобы помочь Сульту. Вместо этого, когда утром 29 июля кавалерия д’Эрлона установила контакт с Сультом, французский маршал решил двинуться на север, а не отступать на северо-восток к Ронсевалю. На рассвете 30 июля солдаты Сульта отступали с востока на запад через британский фронт. Получив в подкрепление 7-ю дивизию, Веллингтон приказал атаковать.
Французы ожесточённо бились за деревню Сораурен, прежде чем их удалось оттеснить. В британских отчётах содержатся данные о 538 жертвах, в то время как у французов потери были намного больше. Отрезанная внезапным британским наступлением, дивизия Фуа на востоке французского фронта отступила через перевал Ронсеваль на северо-восток. К Фуа присоединились остатки дивизий Рея и Клозеля, что в итоге составило около 12 тыс. человек. Тем временем другая часть французской армии под командованием д’Эрлона отступала на север, оттеснив силы Хилла ровно настолько, чтобы можно было прорваться. 30 июля в Беунсе дивизия Аббе потеряла 750 человек, в то время как потери союзников составили 1056 человек, в том числе 156 британцев и 900 португальцев.
Вместо того чтобы отступать через перевал Майя, как ожидал Веллингтон, Сульт пошел на север вверх по долине реки Бидасоа. В Янси часть испанского подразделения генерал-майора Франсиско де Лонги заблокировала ключевой мост. В течение двух часов, без поддержки остальной дивизии, батальон 2-го Астурийского полка удерживал весь корпус д’Эрлона. Наконец, пять французских батальонов штурмом завладели мостом, и побеждённая армия Сульта пересекла его. Лёгкая дивизия фон Альтена прибыла из Лейцы и открыла сверху огонь по ущелью, вызвав хаос во французской колонне, но не успела заблокировать отступающие силы противника. Сульт, чья голодающая армия быстро превращалась в толпу, пошёл на северо-восток через Эчалар и достиг французской границы 2-го августа. В тот день части дивизий Конру и Миньо сражались в арьергарде в Эчаларе против бригады генерала-майора Роберта Росса из дивизии Коула, бригады Барнса и 95-й стрелковой бригады. Французы потеряли около 300 человек, в то время как их преследователи потеряли 368 убитыми, ранеными и пропавшими без вести. Между тем, более тысячи французских солдат, раненых в бою, были брошены и впоследствии захвачены союзниками.

## Итог
Сульт не смог снять осаду ни в Сан-Себастьяне, ни в Памплоне, потерял около 13 тыс. человек и был вынужден отступить на французскую территорию ослабленным и деморализованным. Армия Сульта потеряла 1313 убитыми, 8582 ранеными и 2702 пленными. Из 1318 французских офицеров погибли 423. Общие потери Веллингтона за кампанию составили около 7 тыс. человек. Следующим столкновением стала битва при Сан-Марсиале в конце августа.